# 크라스노프레스넨스카야역
크라스노프레스넨스카야역(러시아어: Краснопре́сненская)은 모스크바 지하철 콜체바야 선의 역이다. 1954년 3월 14일에 개장했다.

## 환승
크라스노프레스넨스카야 역에서는 타간스코 크라스노프레스넨스카야 선의 바리카드나야 역으로 갈아탈 수 있다.